# Sablé hellénique
Polyommatus aroaniensis
Espèce
Synonymes
- Agrodiaetus aroaniensis Brown, 1976

Statut de conservation UICN

 LC  : Préoccupation mineure
Le Sablé hellénique (Polyommatus aroaniensis) est une espèce de lépidoptères (papillons) de la famille des Lycaenidae et de la sous-famille des Polyommatinae. On la trouve dans la péninsule balkanique.

## Systématique
L'espèce actuellement appelée Polyommatus aroaniensis a été décrite en 1976 par John Brown (d), sous le nom initial d’Agrodiaetus alcestis aroaniensis,.
Elle est aujourd'hui classée dans le genre Polyommatus, et dans le sous-genre Agrodiaetus pour les auteurs qui le reconnaissent.

## Noms vulgaires
Le Sablé hellénique se nomme en anglais Grecian Anomalous Blue.

## Description
C'est un petit papillon au dessus marron avec une frange blanche.
Le revers est ocre clair et orné de lignes de petits points noirs cernés de blanc avec une raie blanche à l'aile postérieure et une frange blanche.

### Espèce proche
Très proche des autres sablés et particulièrement du Sablé provençal (Polyommatus ripartii) présent dans son aire de répartition.

## Biologie

### Période de vol et hivernation
Il vole en une génération, de juillet à août.
Les chenilles sont soignées par les fourmis Crematogaster sordidula ssp mayri.
C'est la jeune chenille qui hiverne.

### Plantes hôtes
Sa plante hôte est Onobrychis arenaria.

## Distribution et biotopes
Il est présent dans le nord de la Grèce et dans le sud-ouest de la Bulgarie.
Son habitat est constitué de lieux rocailleux secs.

## Conservation
Il est sur la liste rouge européenne des papillons avec le statut LC (Least concern).